# کلیسای سارگیس مقدس (تفلیس)
کلیسای سارگیس مقدس (ارمنی: Սուրբ Սարգիս եկեղեցի؛ انگلیسی: Saint Sarkis Church Tbilisi) یک کلیسا متعلق به کلیسای حواری ارمنی واقع در شهر شهر قدیم تفلیس،  گرجستان می‌باشد. ساخت و ساز این ساختمان در سال ۱۷۳۷ میلادی؛ به پایان رسید. این بنا به سبک معماری ارمنی طراحی شده است.

## نگارخانه

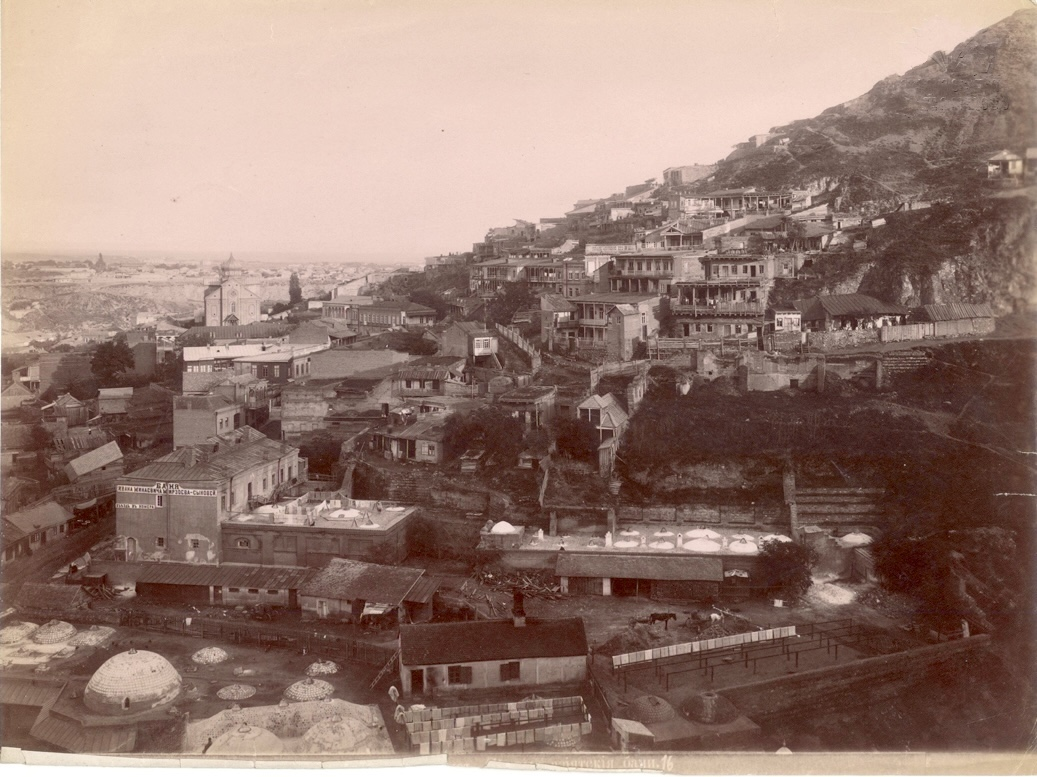